# Algar (ort)
Algar är en ort i Spanien.   Den ligger i provinsen Província de València och regionen Valencia, i den östra delen av landet, 290 km öster om huvudstaden Madrid. Algar ligger 174 meter över havet och antalet invånare är 461.
Terrängen runt Algar är kuperad åt nordväst, men åt sydost är den platt. Algar ligger nere i en dal. Runt Algar är det ganska tätbefolkat, med 65 invånare per kvadratkilometer. Närmaste större samhälle är Sagunto, 14,0 km sydost om Algar. 